# Boisset-et-Gaujac
Boisset-et-Gaujac is een gemeente in het Franse departement Gard (regio Occitanie). De plaats maakt deel uit van het arrondissement Alès. Boisset-et-Gaujac telde op 1 januari 2022 2.621 inwoners.

## Geografie
De oppervlakte van Boisset-et-Gaujac bedroeg op 1 januari 2022 14,24 vierkante kilometer; de bevolkingsdichtheid was toen 184,1 inwoners per km².

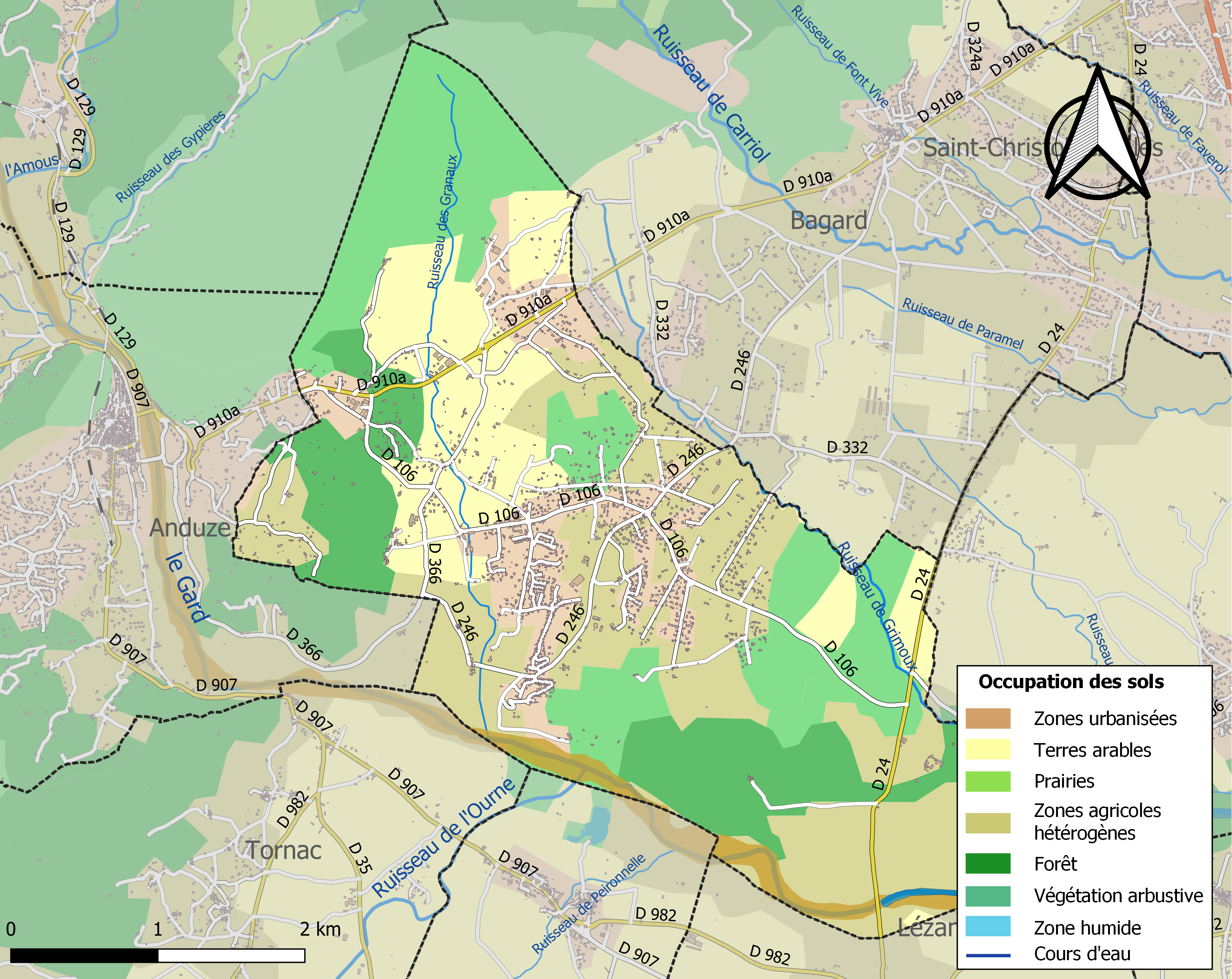
Kaart van de gemeente met belangrijkste infrastructuur, bodemgebruik en omliggende gemeenten

## Demografie
Onderstaande figuur toont het verloop van het inwonertal (bron: INSEE-tellingen).